# Abu Kurkas
Abu Kurkas (arab. أبو قرقاص) – miasto w Egipcie, w muhafazie Al-Minja. W 2006 roku liczyło 57 892 mieszkańców.